# 佩德拉哈斯德圣埃斯特万
佩德拉哈斯德圣埃斯特万，是西班牙卡斯蒂利亚-莱昂巴利亚多利德省的一个市镇。总面积31平方公里，总人口3258人（2001年），人口密度105人/平方公里。